# Будро Ганьон, Мари-Пьер
Мари́-Пьер Будро́ Ганьо́н (фр. Marie-Pier Boudreau Gagnon; род. 3 марта 1983 года, Ривьер-дю-Лу, Канада) — канадская синхронистка, участница двух летних Олимпийских игр, трёхкратная бронзовая медалистка чемпионатов мира, двукратная чемпионка Панамериканских игр 2011 года.

## Спортивная биография
Заниматься синхронным плаванием Мари-Пьер начала в 1990 году. Первоначально она занималась в родном городе Ривьер-дю-Лу, но затем переехала в Монреаль. C 2002 года канадская спортсменка стала тренироваться в клубе Alliance Synchro de Montréal. Мари-Пьер участвовала в национальном отборе на летние Олимпийские игры 2004 года, но не смогла пройти в состав. В 2005 году канадская спортсменка приняла участие в чемпионате мира 2005 года. В соревнованиях солисток она заняла высокое 5-е место. В 2007 году Будро Ганьон дважды стала серебряной медалисткой Панамериканских игр.
В 2008 году Мари-Пьер выступила на летних Олимпийских играх в Пекине. В соревнованиях дуэтов Ганьон выступила с паре с Изабель Рамплинг. В финале дуэтов канадские спортсменки набрали 95,084 балла, что позволило занять лишь 6-е место. В соревнованиях групп канадские спортсменки заняли 4-е место. В 2009 году Мари-Пьер впервые поднялась на пьедестал мирового первенства, став третьей в технической программе в соло, а также третьей в комбинации.
В 2011 году канадская синхронистка стала двукратной чемпионкой Панамериканских игр в мексиканской Гвадалахаре, а также третьей на чемпионате мира в комбинации.
На летних Олимпийских играх 2012 года в Лондоне Мари-Пьер была очень близка к завоеванию олимпийской награды, но и в соревнованиях дуэтов, где она выступила в паре с Элизой Маркотт, и в соревнованиях групп канадка осталась на обидном четвёртом месте.